# Snacks i vestuaris a Cala Crancs
Snacks i vestuaris a Cala Crancs és una obra racionalista de Salou (Tarragonès) inclosa a l'Inventari del Patrimoni Arquitectònic de Catalunya.

## Descripció
El conjunt que ens ocupa podria definir-se més com un projecte de paisatge més que no pas d'edificació. L'eix vertebral és la construcció d'una carretera d'accés a la platja, al voltant de la qual s'han distribuït diferents equipaments. El primer és un centre cívic, el que abans era el “xiringuito”. Tot seguit, hi ha una plaça amb un porxo per a activitats veïnals. El següent porxo és a tall de mirador i es troba a la part superior del vestidor.
L'estructura bàsica d'aquests tres elements és un triangle de formigó armat que s'aguanta sobre uns pilars metàl·lics, el que dona gran llibertat funcional i estableixen un diàleg ben natural amb el paisatge.

## Història
Entre els anys 1959 i 1964, els arquitectes Antoni Bonet i Castellana i Josep Puig i Torné varen construir un gran nombre de projectes situats a la costa de Tarragona, Múrcia, Barcelona i quatre a Argentina.